# مشروع لونغشوت
1. Initial configuration
2. Configuration at 33 years
3. Configuration at 67 years
4. Configuration at 100 years

مشروع لونغشوت كان تصميمًا فلكيًا لمركبة فضائية بين النجوم. كان يمكن أن يكون مسبار غير مأهول، ويقصد به الطيران وإدخال مدار حول ألفا مدعومًا بنظام الدفع النبضي النووي.

## التاريخ
تم تطوير برنامج لونغشوت من قبل الأكاديمية البحرية الأمريكية ووكالة ناسا، من عام 1987 إلى عام 1988 وقد تم تصميمه ليتم بناؤه في محطة الفضاء الدولية للحرية وهي المحطة السابقة لمحطة الفضاء الدولية الحالية. على غرار مشروع داديالوس، تم تصميم لونغشوت مع وضع التقنية الحالية في الاعتبار على الرغم من أن بعض التطوير كان مطلوبًا. على سبيل المثال يفترض مفهوم مشروع لونغشوت «قفزة من ثلاثة مستويات من حيث الحجم على تقنية الدفع الحالية».